# Trichonta contenta
Trichonta contenta är en tvåvingeart som beskrevs av Gagne 1981. Trichonta contenta ingår i släktet Trichonta och familjen svampmyggor.
Artens utbredningsområde är Nepal. Inga underarter finns listade i Catalogue of Life.